# 布林萊斯巴赫河

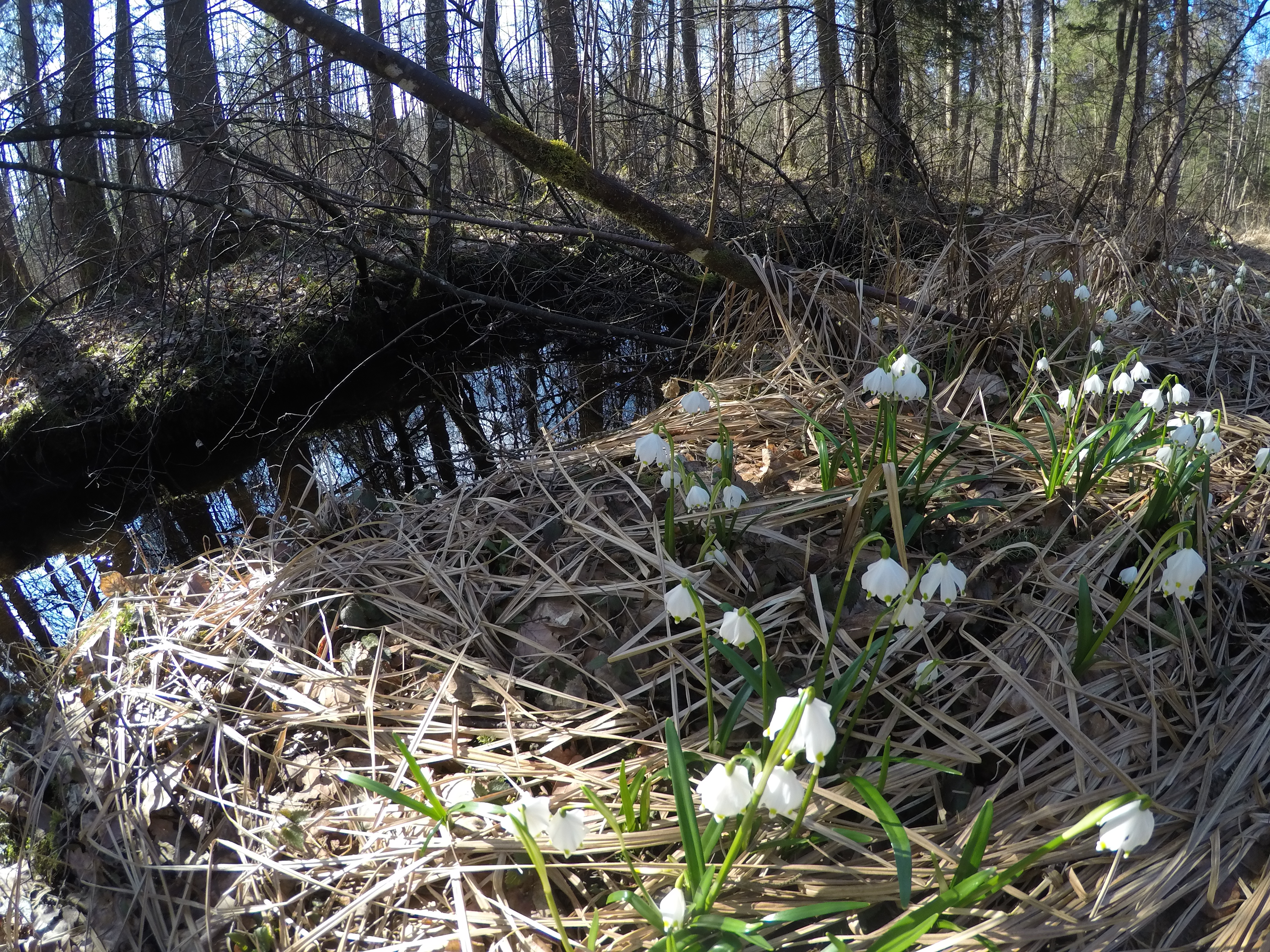

47°47′10″N 11°24′09″E / 47.78604°N 11.40252°E
布林萊斯巴赫河（德語：Brünnlesbach），是德國的河流，位於該國東南部，由巴伐利亞負責管轄，屬於洛伊薩赫河的左支流，河道全長4.4公里，發源自彭茨貝格。